# ۹۵۰ (میلادی)
۹۵۰ (میلادی) نهصد و پنجاهمین سال تقویم میلادی است.

## درگذشتگان
‎